# Humo's Comedy Cup
Humo's Comedy Cup is een wedstrijd, georganiseerd door het weekblad Humo, waarbij een vakjury telkens het grootste comedytalent van het moment wil bekronen. Gemiddeld genomen is de wedstrijd erg Vlaams getint, maar in de edities van 2000 (met Patrick Lodiers) en 2009 (drie van de zeven finalisten) deden er ook enkele Nederlanders mee.
De wedstrijd vond tot in 2009 plaats in de Ancienne Belgique in Brussel, daarna in de Arenbergschouwburg.
Humo's Comedy Cup kende tot de editie van 2012 geen voorrondes. De finalisten werden door Humo gekozen op basis van een ingezonden videoband, dvd (sinds de editie van 2005) of online filmpje (sinds de editie van 2007), wat tot gevolg had dat de deelnemers vaak van erg wisselende kwaliteit waren. Toch werd een finaleplaats in Humo's Comedy Cup in Vlaanderen als een kwaliteitsstempel gezien. In 2009 gaven verschillende media aan dat het niveau erg laag lag. De Standaard schreef: "Door het onmiskenbare succes van een al met al beperkt kransje Vlaamse comedians en cabaretiers zou je haast vergeten dat de spoeling in de Vlaamse comedy eigenlijk zorgelijk dun is."
Vanaf de editie van 2012 werd de wedstrijd uitgebreid met voorrondes en halve finales, waardoor de meeste deelnemers de kans kregen om zich aan een jury te presenteren.kwam de organisatie van Humo's Comedy Cup in handen van Pretpraters, het managementbureau van onder anderen Philippe Geubels, Jens Dendoncker en Thomas Smith. Omdat Jens Dendoncker in 2016 de wedstrijd won die werd georganiseerd door zijn eigen management, kwamen er vragen rond de onafhankelijkheid van Humo's Comedy Cup. De Standaard schreef: "Hij is ook al enige tijd onder dak bij Pretpraters, de organisator van deze wedstrijd".
In 2005 en 2007 werd de finale opgenomen en uitgezonden door de Vlaamse televisiezender JIM. In 2009 gebeurde dat via livestreaming op zita.be. In 2012 werd de finale het eerst vertoond via livestream op de Humo-website en daarna uitgezonden op VIER.

## Hoofdprijs en ereplaatsen
De hoofdprijs is een cheque van 2.500 euro. De jury maakt geen rangorde van de deelnemers op, enkel de winnaar wordt bekroond. Toch slaagden meerdere deelnemers erin om zichzelf een zilveren medaille toe te bedelen. Humo maakt zelf de verwarring compleet door Wim Helsen "officieus tweede in 2001" te noemen.

## Deelnemers en laureaten
Dit zijn de deelnemers van de voorbije edities. Een groot aantal succesvolle Vlaamse komieken stond nooit op de deelnemerslijst van Humo's Comedy Cup: hierbij onder anderen Alex Agnew, Xander De Rycke, Bert Gabriëls, Philippe Geubels, Jeroen Leenders en Henk Rijckaert.
| Datum            | Winnaar                                                | Andere deelnemers | Locatie            | Gastheer         |
| ---------------- | ------------------------------------------------------ | --- | ------------------ | ---------------- |
| 10 maart 1998    | Dufraing en De Wit                                     | Piv Huvluv, Vrolijk België                                                                                                 | Ancienne Belgique  |                  |
| 20 april 1999    | Raf Coppens en Filip Haeyaert (gedeelde eerste plaats) | Bert Kruismans | Ancienne Belgique  |                  |
| 23 november 2000 | Nigel Williams                                         | Bert Kruismans, Thomas Smith, Seppe Toremans, Gili, Patrick Lodiers, Loslopend Wild                                        | Ancienne Belgique  | Raf Coppens      |
| 8 november 2001  | Freddy De Vadder                                       | Gili, Wim Helsen, Urwin, Danny Van Britsom, Piv Huvluv                                                                     | Ancienne Belgique  | Raf Coppens      |
| 13 november 2003 | Wouter Deprez                                          | Arnout Van den Bossche, Gunter Lamoot, Neveneffecten, Dimitri Desmyter, Wim Coenen, Flegma, Stef Vanpoucke, Frans Pelgrims | Ancienne Belgique  | Raf Coppens      |
| 17 november 2005 | Gunter Lamoot                                          | Frans Pelgrims, Inge de Waard, Seppe Toremans, Roel Steeno, Gili, Sven Eeckman.                                            | Ancienne Belgique  | Raf Coppens      |
| 29 november 2007 | Bart Cannaerts                                         | Koen Dewulf, Uwamungu Cornelis, Han Coucke, Roel Steeno en Joost Van Hyfte                                                 | Ancienne Belgique  | Raf Coppens      |
| 26 november 2009 | Arnout Van den Bossche                                 | Patrick Meijer (NL), Jeroen Pater (NL), Chris Van den Ende (NL), Steven Goegebeur, Roel Steeno en Gorcha Davidova (KAZ/B)  | Ancienne Belgique  | Raf Coppens      |
| 11 december 2012 | William Boeva                                          | Seppe Toremans, Bas Birker, Roel Steeno, Latif Aït, Guy Folie, Johnny Trash, Joost Van Hyfte                               | Arenbergschouwburg | Philippe Geubels |
| 15 december 2014 | Lukas Lelie                                            | Onno Lolkema, Kamal Kharmach                                                                                               | Arenbergschouwburg | Bart Cannaerts   |
| 14 december 2016 | Jens Dendoncker                                        | Berit Companjen, Peter Kluppels                                                                                            | Arenbergschouwburg | Otto-Jan Ham     |
| 12 december 2018 | Amelie Albrecht                                        | Sander VDV, Jasper Posson                                                                                                  | Arenbergschouwburg | Bart Cannaerts   |
| 15 december 2021 | Vincent Voeten                                         | Jade Mintjens, Charles Le Riche                                                                                            | Arenbergschouwburg | Bart Cannaerts   |
| 26 november 2023 | Bert Schrijvers                                        | Jeremy Baltii, Quinten Leon                                                                                                | Arenbergschouwburg | Jens Dendoncker  |